# Демократия в Швеции
За свою историю Швеция прошла путь от абсолютной монархии, когда судьбу страны вершили королевские династии, до парламентской демократии, закрепившей власть в руках граждан. Теперь это конституционная монархия. Глава государства — король Карл XVI Густав — политических полномочий не имеет, выполняет церемониальные функции. Законодательная власть принадлежит парламенту (риксдагу), который граждане избирают каждые четыре года всеобщим голосованием. Риксдаг назначает премьер-министра, который формирует правительство.

Уровень демократии в Швеции эксперты оценивают как весьма высокий. «Freedom House» стабильно относит Швецию к категории стран с либеральной демократией. Журнал «The Economist» в своём индексе демократии за 2019 год поместил Швецию на третье место в мире.

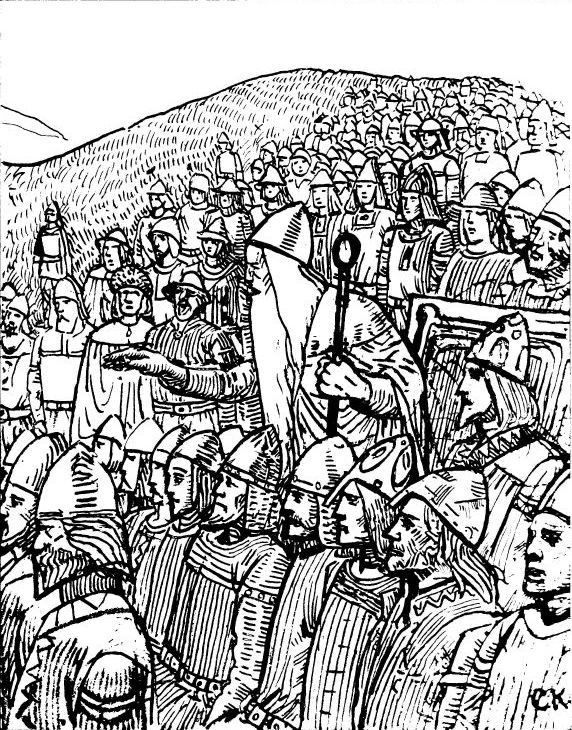
Лагман Торгни объясняет шведскому королю Олафу необходимость согласования решений со своими подданными (1018 год)

## История становления демократии в Швеции
На исходе Средневековья в Швеции был достигнут значительный уровень национального единства. Социальную базу монархии составляли дворянство и крестьяне. Крестьяне играли важную роль: в XV веке им принадлежала половина земли, поэтому они сумели ввести своих представителей в Риксдаг (шведский парламент) как отдельное сословие. На протяжении столетий между монархией и аристократией шла борьба: дворянство защищало свои права и привилегии, монархия обещала крестьянам и неимущим защиту от чрезмерной эксплуатации и закрепощения, чем обеспечивала свою поддержку. В 1776 году Швеция первой в мире провозгласила свободу прессы.
Демократизация началась с реформы 1866 года, когда была отменена древняя представительная система четырёх сословий и учреждён двухпалатный законодательный орган. Следует отметить, что в выборах во Вторую палату, из-за имущественного ценза, имело право участвовать только около 20 % взрослых мужчин, а члены Первой палаты избирались из представителей муниципальных (stadsfullmäktige) и региональных (landsting) советов. Со временем рост доходов населения сделал имущественные ограничения бессмысленными. Последовала реформа 1907—1909 гг., которая наделила избирательным правом всех налогоплательщиков мужского пола. В то же время на выборах в законодательные собрания провинций (которые в дальнейшем выбирали делегатов в Первую палату), где в зависимости от уплаченных налогов можно было подавать больше одного голоса, максимальное число голосов от одного избирателя было снижено с 5000 до 40. Был введён независимый от королевской власти институт уполномоченных, которые наблюдали за выполнением законов и которым люди могли жаловаться на чиновников.
В апреле-мае 1917 года, из-за военной блокады, начался рост массового недовольства правительством, а в крупных городах Швеции вспыхнули голодные бунты. Даже эти ограниченные выступления удалось подавить с большим трудом, поскольку для подобных целей невозможно было задействовать профессиональную армию. На выборах в Риксдаг левые партии, настаивающие на демократических реформах, укрепили своё большинство во Второй палате. Напуганные революциями в России и Германии, король и доминировавшие в Первой палате правые дали своё согласие на радикальные демократические преобразования. В 1918—1921 гг. избирательное право распространилось на женщин, а многократное голосование было отменено.
Великая депрессия 1930-х способствовала решительной победе социал-демократов, которые, опираясь на рабочих и пообещав субсидии фермерам, заручились широкой поддержкой избирателей. Это позволило избежать появления фашизма и обеспечило стабильность политической системы на этот период. Меры по дальнейшей демократизации принимались и после войны. Например, в 1970-е годы была введена система дотаций частных малотиражных газет, чтобы помочь им конкурировать с более крупными изданиями и тем самым поддерживать многообразие СМИ.

## Современность

### Конституция
Конституция Швеции регулирует отношения между законодательной и исполнительной властью, а также закрепляет основные права и свободы граждан. Конституция состоит из четырёх основных законов:
Акт о форме правления гарантирует гражданам право проводить демонстрации, объединяться в политические партии и исповедовать свою религию.
Акт о престолонаследии определяет права членов династии Бернадотт на шведский трон.
Акт о свободе печати устанавливает принципы открытого общества и гарантирует общий доступ к официальной информации. Согласно ему, любой человек имеет право доступа к документации риксдага, правительства и других государственных органов, включая и любые финансовые отчеты. Еще один важный принцип Акта о свободе печати — свобода передачи информации, который означает, что граждане Швеции имеют право предоставлять СМИ любую информацию. При этом журналист или издатель не имеет права раскрывать свой источник, если предоставивший ее пожелает остаться анонимным.
Акт о свободе самовыражения, вступивший в силу в 1992 году, в основном отражает уже закреплённые в Акте о свободе печати принципы, как то свободу передачи информации, право на анонимность и безоговорочный запрет на цензуру.
Положения Конституции имеют преимущество перед всеми остальными законодательными актами, и ни один закон не может ей противоречить. Для того, чтобы внести поправку в Конституцию, риксдаг должен принять её в двух чтениях — до и после очередных парламентских выборов.

### Разделение власти
Глава государства — король (с сентября 1973 г. это король Карл XVI Густав). Он не имеет политических полномочий и не участвует в политической жизни. Король выполняет главным образом церемониальные (представительские) функции, являясь символом Швеции как для собственных подданных, так и во всем мире.
Законодательная власть принадлежит парламенту — риксдагу, который переизбирается всеобщим голосованием по пропорциональной системе каждые четыре года. В его состав входят 349 депутатов. С 1971 года риксдаг является однопалатным. Для того, чтобы стать депутатом риксдага, нужно быть гражданином Швеции, а также достичь возраста 18 лет.
По итогам выборов 2018 года в риксдаг прошли восемь партий: Социал-демократическая партия (Socialdemokraterna), Умеренная коалиционная (Moderaterna), Шведские демократы (Sverigedemokraterna), Партия Зеленых (Miljöpartiet de Gröna), Партия центра (Centerpartiet), Левая партия (Vänsterpartiet), Либеральная партия (Liberalerna) и Христианские демократы (Kristdemokraterna).
Для шведских выборов характерна стабильно высокая явка избирателей (в 2014 году — 85,8 %, в 2018 году — 84 %). На высокую явку влияют много факторов: доверие к демократическим институтам, уважение конкретно к выборной системе и то, что одновременно с парламентом выбирают местные и региональные власти. Также шведские законы позволяют голосовать на местных выборах (в муниципалитеты и региональные власти) проживающим в стране гражданам ЕС, Норвегии и Исландии без исключения, а гражданам остальных стран — если они живут в Швеции больше трех лет.
Исполнительная власть принадлежит правительству во главе с премьер-министром, ответственному перед риксдагом и обязанному иметь поддержку парламентского большинства по ключевым вопросам.
Риксдаг назначает премьер-министра, задача которого — сформировать правительство. Премьер-министр лично выбирает министров для своего кабинета и решает, какие министерства будут им подчиняться. Согласно Конституции, именно правительство, а не глава государства (монарх), имеет полномочия принимать государственные решения.
Нередко министры представляют правящую политическую партию или партии правящей коалиции. В большинстве случаев, министры назначаются из числа депутатов риксдага, но места в парламенте на период работы в кабинете министров за ними также сохраняются. Их парламентские обязанности в это время выполняют заместители. Члены кабинета министров не могут голосовать в риксдаге, однако они имеют право участвовать в парламентских дебатах. Во время официального открытия сессии риксдага в сентябре премьер-министр обычно докладывает о целях правительства на следующий год и рассказывает о приоритетах внутренней и внешней политики государства.
Правительство руководит Швецией, исполняет решения риксдага, инициирует новые законы и делает поправки к уже существующим. Полномочия правительства в настоящее время достаточно обширны. Кабинет министров отвечает за все основные вопросы экономической, социальной и политической жизни. Правительству в свое время были переданы и такие полномочия короля, как назначение высших чиновников, судей, образование некоторых ведомств, определение внешней политики, руководство вооруженными силами. Правительство обладает правом роспуска риксдага, однако это право ограничено определенными условиями. К примеру, вновь избранный парламент не может быть распущен раньше, чем через три месяца после начала первой сессии.

### Результаты выборов и референдумов в Швеции
По результатам парламентских выборов в Швеции на протяжении последних 80 лет коалицию формируют то представители левых сил во главе с социал-демократами, то правые.
1932-1976: Социал-демократы правят почти без перерыва в течение 44 лет.
1976: Социал-демократы побеждены правой коалицией, состоящей из Партии центра, Умеренной коалиционной партии и Народной партии либералов.
1982: Коалиция правых партий теряет свое преимущество, формируется Социал-демократическое правительство меньшинства.
1991: Начиная с этого года, всеобщие выборы в Швеции проводятся раз в четыре года (ранее проводились раз в три года).
2006: Четыре правые партии формируют коалиционное правительство (Альянс).
2010: Альянс правых партий побеждает левую коалицию, но не получает абсолютного большинства голосов.
2014: Коалиция Социал-демократической и Зелёной партий приходит к власти на смену Альянсу, не имея собственного большинства голосов.
2018: Выборы привели к примерно ровному разделу сил в парламенте, из-за чего формирование нового правительства затянулось. Лишь с третьей попытки Риксдаг поддержал кандидатуру социал-демократа Стефана Лёвена на должность премьер-министра.
Всего в Швеции проводилось шесть национальных референдумов. Подобные голосования носят консультативный характер, и риксдаг может принимать полностью противоположные решения. Такое случилось лишь единожды, в 1955 году, когда референдум проводился по вопросу перехода на правостороннее движение. Шведы проголосовали против, но правительство решило, несмотря ни на что, ввести правостороннее движение.
На двух последних референдумах шведы поддержали вступление в Евросоюз (1994 год) и высказались против перехода на евро (2003 год).

## Оценка демократии в Швеции
Одним из главных конституционных принципов считается общественный контроль и наблюдение за работой правительства и местных органов власти. Это согласуется с низким уровнем коррупции. Религиозные организации всех конфессий пользуются финансовой поддержкой государства. Законы о равноправии не только запрещают расовую, национальную и половую дискриминацию, но и гарантируют широкий ряд социальных прав: на труд, жильё, образование, социальную защиту, доброкачественность жизненной среды. Около 80 % рабочей силы состоят в хорошо организованных и сильных профсоюзах.
Эксперты «Freedom House» стабильно относят Швецию к категории стран с либеральной демократией. Журнал «The Economist» в своём индексе демократии за 2008 год поместил Швецию на первое место в мире, а в 2018 году — на третье.
Ниже приведены значения индексов демократии в Швеции по различным методикам, а также значение индекса для идеальной демократии согласно методике.
| Методика                                              | Год  | Идеальная демократия | Швеция |
| ----------------------------------------------------- | ---- | -------------------- | ------ |
| Freedom House                                         | 2019 | 100                  | 100    |
| Индекс демократии (Economist) журнала «The Economist» | 2019 | 10                   | 9,39   |
| Polity IV                                             | 2017 | 10                   | 10     |
| SGI                                                   | 2017 | 10                   | 9,2    |
| Democracy Barometer                                   | 2005 | 100                  | 83,29  |
| CNTS Data Archive                                     | 2006 | 12                   | 11     |